# Bądzyń
Bądzyń [pronunciación en polaco: /ˈbɔnd͡zɨɲ/] es un pueblo ubicado en el distrito administrativo de Gmina Tuszyn, dentro del Distrito de Łódź Oriental, Voivodato de Łódź, en Polonia central. Se encuentra aproximadamente a 4 kilómetros (2 mi) al suroeste de Tuszyn y a 21 kilómetros al sur de la capital regional Łódź.